# Triángulo Dionisio Foianini
Triángulo Foianini o Triángulo Dionisio Foianini es el nombre dado al área ubicada en la frontera de Bolivia con Brasil y Paraguay. Su importancia radica en el hecho de que este territorio está delimitado en uno de sus lados (exactamente la base, 48 km) por el río Paraguay, por el que Bolivia posee una ruta de acceso directo (la única de este país) a aguas del Océano Atlántico que no involucra atravesar territorio brasileño. En consecuencia, Bolivia tiene planificada la construcción de un puerto, Puerto Busch, en esta zona.

## Historia
Originalmente territorio brasileño, es un área que fue adjudicada a Bolivia por el Tratado de Petrópolis en 1903.
Es de importancia estratégica para el país andino porque permite el flujo de producción vía el océano Atlántico. El territorio en cuestión es colindante con el río Paraguay, cuya desembocadura está en el río Paraná. Éste, a su vez, desemboca en el Atlántico a través del estuario del Río de la Plata.
La región está bajo la administración de la Provincia Germán Busch, perteneciente al Departamento de Santa Cruz. No hay ciudades en el territorio. Se registra la presencia de fincas y un puesto militar denominado Puerto Busch. La aglomeración urbana más cercana, en línea recta, al puesto militar es el distrito paraguayo de Bahía Negra, a 20 kilómetros de distancia. En Brasil, es la ciudad de Corumbá, que está a 120 kilómetros al norte en línea recta.
El puesto militar de Puerto Busch, por estar ubicado a orillas del río Paraguay, es también un punto de referencia para marcar la frontera entre Bolivia y Brasil. Desde allí, en dirección aguas abajo, el río Paraguay vuelve a representar la frontera entre ambos países, la cual se desarrolla hasta su encuentro con el río Apa.
En la actualidad los buques de Bolivia deben pasar a lo largo de los once kilómetros del Canal Tamengo, que conecta la Laguna Cáceres al río Paraguay a través de la ciudad brasileña de Corumbá.
Esta área se encuentra dentro del Bloque Otuquis del parque nacional Otuquis que fue creado el año 1997 mediante D.S. Nº 24762.